# Alberto Chissano
Alberto Mabungulane Chissano (Manjacaze, província de Gaza, 25 de gener de 1935 – 19 de febrer de 1994) va ser un escultor moçambiquès pioner de l'escultura moderna en fusta en Moçambic. És considerat, juntament amb el pintor Malangatana Ngwenya, un dels artistes més importants i influents de Moçambic. És reconegut pel seu treball principalment en fustes indígenes, però també va afaiçonar escultures en pedra i ferro.

## Biografia
Nascut a Chicavane, Manjacaze en la província de Gaza, al sud de 'Àfrica Oriental Portuguesa. Igual que altres nois del camp Alberto Chissano va passar els seus primers anys cuidant de les cabres. Amb un accés limitat a l'escola, li va ser impedida la possibilitat d'estudiar en ser expulsat de l'escola de la missió per practicar el ball tradicional Ngalanga.

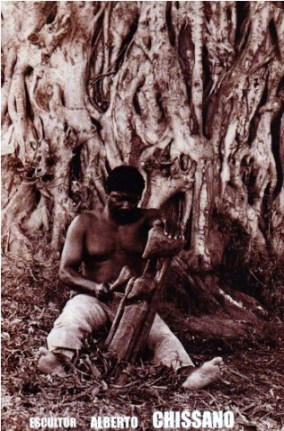
Alberto Chissano i el baobab. Fotografia: Museu Galeria Chissano

Va rebre una forta influència de la figura maternal de la seva àvia, que li va ensenyar ritus i tradicions, l'ús de les cadenes d'ossets i petxines de caragol, així com la medicinal natural tradicional.
A l'edat de dotze anys va sentir que Manjacaze se li havia quedat petita per als seus somnis i va marxar a la capital, Lourenço Marques. A la capital no es va adaptar bé com a empleat domèstic i va marxar a les mines d'or de Sud-àfrica amb divuit anys.
Quan va tornar a Moçambic el 1956 va haver de realitzar el servei militar en l'exèrcit colonial Portuguès. Va aconseguir un treball com a criat al centre d'art Associação Núcleo de Arte a la capital, més tard es va formar en taxidèrmia al Museu Álvaro de Castro (Museu d'Història Natural), on el seu primer professor, que va ser el taxidermista Augusto Cabral, el va iniciar a l'escultura.
Posteriorment va tornar a l' Associação Núcleo de Arte, on va ser inspirat per l'ambient artístic i recolzat per artistes amb major experiència. Va començar a esculpir a final dels el seu vint anys i va realitzar la seva primer exposició a Lourenço Marques el 1964.
Durant els següents anys la seva escultures es van exhibir en diferents exposicions dels Estats Units, Europa i Àfrica. Chissano va ser el pioner precursor d'una generació d'escultors en els setanta, durant els últims anys del període colonial i el començament de la independència de Moçambic. Es va convertir en el més famós i influent escultor de Moçambic. Les seves escultures expliquen molt sobre la història de Moçambic, la gent, la lluita, el gana, el sofriment, però també l'alegria i l'orgull.
Chissano va convertir la seva casa i la de la seva família a Matola en museu i galeria, el Museu Galeria Chissano. El museu exhibeix moltes de les seves pròpies escultures així com moltes de les pintures del Malangatana i altres artistes. A més de ser un museu és un centre d'exposicions, concerts i altres esdeveniments culturals.
Ell va rebre el 1982 la medalla Nachingwea, una medalla atorgada pel govern de Moçambic en reconeixement del Mèrit extraordinari (anomenat en honor del camp principal de Frelimo a Tanzània, durant la guerra d'independència de Moçambic). Va morir als 59 anys, el 19 de febrer de 1994 a Matola.

## Selecció d'exposicions
- 1964 Primera exposició en solitari, Lourenço Marques
- 1966 Town Hall, Lourenço Marques, 1r premi
- 1967 Exposició internacional a Washington, 2n premi en la categoria d'art Africà
- 1968 Exposició en grup, Londres
- 1971 Múnic, Alemanya
- 1971 Ajuntament de Machope, Chibuto, Gaza, Moçambic
- 1972 Sociedade Nacional de Belas Artes, Lisboa
- 1975 Diferents exposicions de grup a Moçambic i Nigèria
- 1980 Inauguració del ‘’Museu Nacional d'Art’’ (Museu Nacional d'Art), Maputo
- 1981 Simposi Internacional d'Escultures, Belgrad, Antiga Iugoslàvia (Actual Sèrbia), 1r i 2n premi
- 1981 Exposició en grup a Berlín (Alemanya), Sofia (Bulgària), Moscou (Antiga Unió Soviètica, actual Federació Russa), Luanda (Angola)
- 1981 Exposició d'escultura en marbre a Ar.Co - Centro de Arte e Comunicação Visual, Lisboa
- 1983 Exposició en grup a Portugal (Lisboa i Porto) i Zimbabwe (Harare)
- 1984 Malangatana & Chissano, Indian Council for Cultural Relations Nova Delhi, Índia
- 1985 Palau Barberini, Roma i Teatre Municipal, Ravenna, Itàlia
- 1986 Biennal de l'Havana, Cuba, 1r premi
- 1987 Setmana de la solidaritat amb Moçambic, Zimbabwe
- 1987 Malangatana & Chissano, Ankara, Turquia
- 1991 Le Temps Et La Sang, illa de la Reunió
- 1992 Representació, entre d'altres, de Moçambic a l'EXPO’92 a Sevilla, Espanya
- 1999 Two artists. Two generations (Dos artistes, dues generacions), amb Titos Mabota, Astrup Fearnley Museum of Modern Art, Oslo, Noruega
- 2000 Two artists. Two generations (Dos artistes, dues generacions), amb Titos Mabota, Museu de Bergen, Bergen, Noruega
- 2006 The Africa Centre, Londres

## Galeries d'Art exhibint l'obra de Chissano
- Museo Galeria Chissano, Rua Escultor Chissano, 307, Bairro Sial, Matola, Província de Maputo
- Museo Nacional de Arte, Maputo
- African Contemporary